# 禄口機場駅
禄口機場駅（ろっこうきじょう-えき）は中華人民共和国南京市江寧区南京禄口国際空港第一タミナールと第二タミナールの間に位置する南京地下鉄S1号線(機場線)の駅。南京禄口国際空港のターミナルに直結している。

## 駅名
駅名については、日本語の空港は中国語の機場を意味する。

## 歴史
- 2014年7月1日S1号線の駅として開業。

## 駅構造

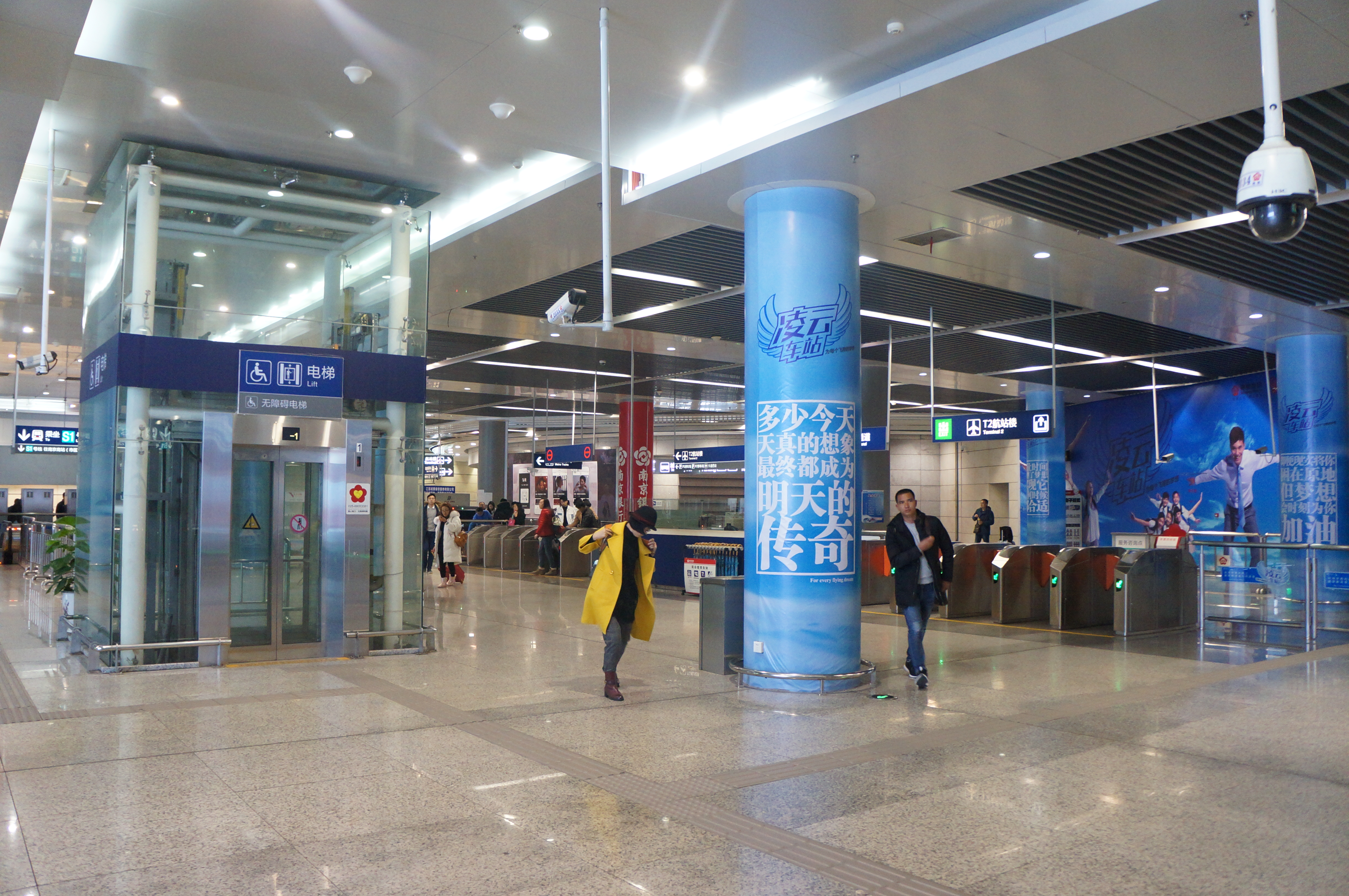
改札口

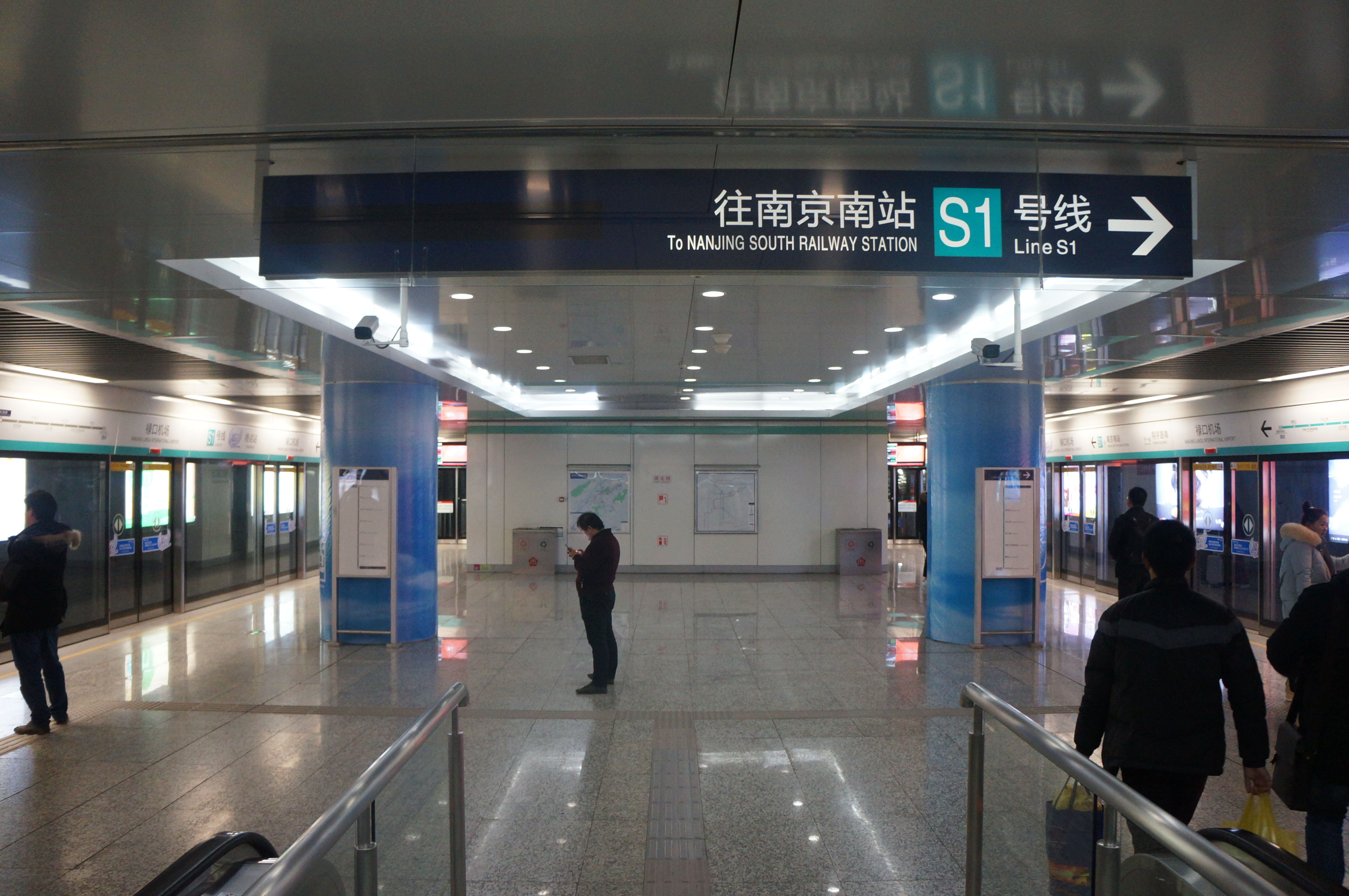
ホーム

島式ホーム1面2線の地下2層構造の駅である。
| 地下1階 | コンコース                 | 改札口、自動券売機、サービスセンター、駅商店、駅警備室、セキュリティ |  |
| 地下2階 | ●S1号線                    | 南京南駅 行き（翔宇路南・正方中路・翠屏山 方面）                     |  |
|         | 島式ホーム、左側の扉が開く |                                                                      |  |
|         | ●S1号線                    | 空港新城江寧 行き（空港新城江寧 方面）                               |  |

### のりば
| 番線 | 路線             | 方面                            | 行先             |
| ---- | ---------------- | ------------------------------- | ---------------- |
|      | 南京地下鉄S1号線 | 翔宇路南・正方中路・翠屏山 方面 | 南京南駅行き     |
|      | 南京地下鉄S1号線 | 空港新城江寧 方面               | 空港新城江寧行き |

## 駅周辺
- 南京禄口国際空港

## 隣の駅
南京地下鉄
■S1号線
翔宇路南駅- 禄口機場駅 - 空港新城江寧駅